# 国鉄6000形蒸気機関車

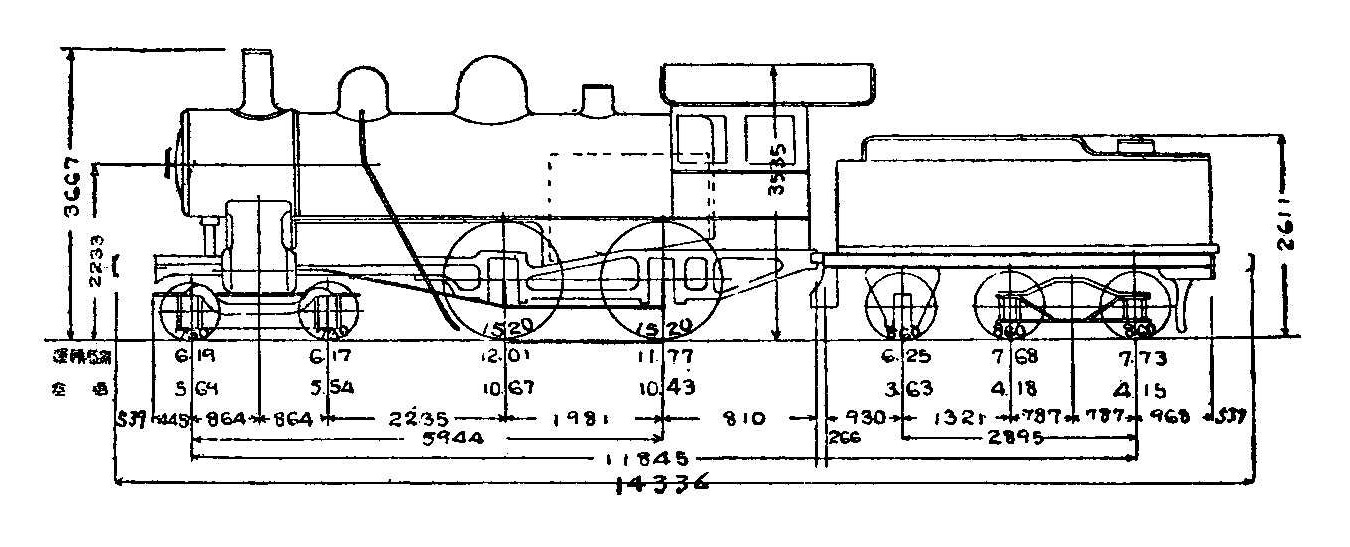
形式図

6000形は、かつて日本国有鉄道の前身たる鉄道作業局・鉄道院・鉄道省に在籍したテンダ式蒸気機関車である。

## 概要
元は、関西鉄道が平坦区間で使用するため、1906年（明治39年）にアメリカのアメリカン・ロコモティブ社ピッツバーグ工場で12両（製造番号41475 - 41486）を製造した車軸配置4-4-0(2B)形で2気筒単式の飽和式テンダ機関車である。
関西鉄道では110形「追風（おいかぜ）」と称し、110 - 121と付番された。1909年（明治42年）に制定された鉄道院の車両形式称号規程では、6000形（6000 - 6011）と改番された。
この機関車は、2シリンダ複式の40形（後の鉄道院6500形）の増備分として認可された15両のうち12両を2シリンダ単式に変更したものであり、官設鉄道との競争のための発注であった。スタイル的には40形に似るが、寸法的には鉄道院5900形とほぼ同様である。また、40形が増備車に至るまでピッツバーグスタイルを貫いていたのに対して、動輪スポークの水かきなどピッツバーグの特徴的な形態を失っており、アルコへの統合後数年を経て、標準スタイルに統一されてきたことが窺われる。
国有化後も主に亀山・加茂間の旅客列車に使用されたが、大正中期には湊町・木津・京都間や参宮線でも使用された。末期には湊町と山田に分かれ、昭和になってからは一部が姫路に転出して姫新線用になった。その後は、糸崎、湊町、王寺、さらに奈良、竜華、紀伊田辺で、入換用となった。
本形式は、高性能を買われて太平洋戦争後まで1両も欠けることなく使用され、戦後は糸崎、益田、竜華、紀伊田辺などに分散して、入換用として使用されていた。廃車は1949年（昭和24年）3月に8両、1950年（昭和25年）1月に4両で、いずれも解体された。

## 主要諸元
1924年版形式図集の数値を記す。
- 全長 : 14,224mm
- 全高 : 3,658mm
- 全幅 : 2,413mm
- 軌間 : 1,067mm
- 車軸配置 : 4-4-0(2B)
- 動輪直径 : 1,524mm
- 弁装置 : スチーブンソン式アメリカ型
- シリンダー（直径×行程） : 381mm×559mm
- ボイラー圧力 : 11.3kg/m2
- 火格子面積 : 1.39m2
- 全伝熱面積 : 93.5m2
  - 煙管蒸発伝熱面積 : 85.5m2
  - 火室蒸発伝熱面積 : 3.3m2
- 小煙管（直径×長サ×数） : 45mm×2,896mm×210本
- 機関車運転整備重量 : 36.14t
- 機関車空車重量 : 32.33t
- 機関車動輪上重量（運転整備時） : 23.78t
- 機関車動輪軸重（第1動輪上） : 12.01t
- 炭水車重量（運転整備） : 21.66t
- 炭水車重量（空車） : 11.96t
- 水タンク容量 : 9.1m3
- 燃料積載量 : 1.20t
- 機関車性能
  - シリンダ引張力 : 5,070kg
- ブレーキ装置 : 手ブレーキ、真空ブレーキ